# 槍戸峡
槍戸峡（やりどきょう）は、徳島県那賀郡那賀町にある坂州木頭川の上流部に位置する峡谷。

## 地理
剣山の南側、原生林に囲まれた那賀川の支流である槍戸川（坂州木頭川の別称）の源流域一帯を占めており、源流にある標高1,000mから1,955mに至る峡谷。
峡谷には広大な原生林と奥槍戸と呼ばれる剣山の南面2000haの自然林のモミジの名所やアメゴ釣りの名所がある。

## 交通
- JR「徳島駅」より車で210分。